# Hygge
Hygge (/ˈh(j)uːɡə/; дански: [ˈhykə]; норвешки: [ˈhŷɡːə]) је данска и норвешка реч за расположење, пријатност и угодну дружељубивост са осећајима благостања и задовољства. Као културна категорија, hygge има мање-више исто значење у данском и норвешком, али тај појам је у Данској учесталији него у Норвешкој. Нагласак на hygge-у као основном делу данске културе је недавни феномен који датира с краја 20. века.

## Етимологија
Реч hygge потиче од данске речи која значи „дати храброст, утеху, радост“. Hygge потиче од hyggja што на старонордијском значи „мислити“. Hygge је изграђен од старонордијске речи hugr која је касније постала hug што значи душа, ум, свест.

Али такође се нагађа да hygge може потицати од речи hug (енг. загрљај). Загрљај потиче од речи hygge из 1560-их, што значи „загрлити“. Реч hygge је непознатог порекла, али је у великој мери повезана са старонорвешким термином, hygga, што значи „утешити“, што долази од речи hugr, што значи „расположење“. Заузврат, реч потиче од германске речи hugyan, која је сродник староенглеског hycgan, што значи „размишљати, размотрити“. 
Први пут се појавио у данском писању у 19. веку и од тада се развио у културну идеју данас познату у Данској и Норвешкој данас. Иако hygge има потпуно исто значење у норвешком као у данском и широко је употребљавана реч и у Норвешкој и у Данској (укључујући и његове изведене облике, као што је hyggelig), нагласак посебно на „hygge“ као важном делу њиховог културног идентитета углавном је скорашњи дански феномен; у Норвешкој је „hygge“ само реч, по свом статусу слична „угодном“ у земљама енглеског говорног подручја.

## Коришћење
И у данском и у норвешком језику hygge се односи на „облик свакодневног заједништва“, „пријатно и високо цењено свакодневно искуство сигурности, једнакости, личне целине и спонтаног друштвеног тока“.
Именица hygge укључује нешто лепо, пријатно, сигурно и познато, а односи се на психолошко стање. Институт за истраживање среће у Копенхагену проучавао је позитиван ефекат „hygge-ја“ на данско друштво.
Енглески речник Collins дефинише реч као „концепт, пореклом из Данске, стварања пријатне и угодне атмосфере која промовише благостање."

## У савременој култури
Енглески речник прогласио је  hygge-ја за вицешампиона (након „Брегзита“) за реч године у Великој Британији 2016. Ово је уследило након периода током којег је у Великој Британији пласирано неколико књига са фокусом на hygge, као што је The Little Book of Hygge by Meik Wiking, Hygge: The Danish Art of Happiness by Marie Tourell Søderberg,: и The Book of Hygge: The Danish Art of Living Well by Louisa Thomsen Brits.
Концепт Hygge стекао је популарност међу међународном публиком крајем 2017. године, што је резултирало порастом претраживања на мрежи и порастом hashtag-а Hygge на Инстаграму. 
У Копенхагену, главном граду Данске, постоји пешачка тура звана „Hygge & Happiness“.
II чин бродвејског мјузикла Frozen отвара се песмом „Hygge“, која подразумева да вам буде удобно, да будете срећни и увек заједно.
У аустралијској сапуници "Neighbours", Jemima Davies-Smythe уграђује hygge у редизајн дневне собе свог полубрата Карла Кенедија.

## Сличне речи
- Холандска реч gezelligheid има сличан концепт као и hygge,која се такође односи на удобност и топлину, али холандске речи су често више социјално оријентисане.
- На немачком Gemütlichkeit значи стање топлине, љубазности и припадности.
- Норвешки придев koselig користи се за описивање осећаја топлине, присности и окупљања у угодном окружењу.
- Шведски придев mysig (и с њим повезана именица mys) описује пријатну и топлу атмосферу заједништва у пријатном амбијенту.
- Јапански придев / глагол mattari има слично значење провести се угодно, мирно и пријатно, али је применљиво и на ситуацију када сте сами